# Огнёвки-травянки
Огнёвки-травянки, или травяные огнёвки (лат. Crambidae) — семейство насекомых из отряда чешуекрылых. В мировой фауне открыто около 10 000 видов.

## Описание
Челюстные щупики хорошо развиты; покрыты густыми, длинными чешуйками, последний сегмент треугольный; губные щупики длинные, вытянутые вперёд, у самцов и самок одинаковы по длине и форме.

## Палеонтология
Древнейшей ископаемой находкой травяных огневок считается гусеница Baltianania yantarnia из балтийского янтаря.

## Систематика
1020 родов и 9655 видов (на декабрь 2011 года).
На территории России встречается 134 рода и 491 вид.
Во многих классификациях Crambidae рассматриваются как подсемейство в составе семейства Огнёвки настоящие (Pyralidae). Основным отличием является структура в тимпанальных органах, называемая praecinctorium, которая соединяет две тимпанальные мембраны у Crambidae и отсутствует у Pyralidae.
- Триба неопределённых родов:
  - роды: Agriphiloides; Almita; Amselia; Anaclastis…
- Триба Argyriini (Munroe, 1995)
  - роды Argyria (Hübner, 1818); Catharylla (Zeller, 1863) …
- Триба Calamotrophini Latreille, 1810 (Crambinae)
  - роды Calamotropha Zeller, 1863;
- Триба Chiloini (Heinemann, 1865)
  - роды Chilo (Zincken, 1817); Diatraea (Guilding, 1828) …
- Триба Crambini (Latreille, 1810)
  - роды Agriphila (Hübner, 1825); Almita (B. Landry, 1995) …
- Триба Diptychophorini (Gaskin, 1972)
  - роды Chiqua (Bleszynski, 1970); Cleoeromene (Gaskin, 1986) …
- Триба Erupini (Munroe, 1995)
  - роды Erupa (Walker, 1864); Lancia (Walker, 1859) …
- Триба Haimbachiini (B. Landry, 1995)
  - роды Achilo (Amsel, 1957); Bissetia (Kapur, 1950) …
- Триба Myelobiini (Minet, 1982)
  - роды Eschata (Walker, 1856); Myelobia (Herrich-Schäffer, 1854) …
- Триба Prionapterygini (B. Landry, 1995)
  - роды Burmannia (Bleszynski, 1965); Elethyia (Ragonot in Joannis & Ragonot, 1889) …
- Heliothelinae (ранее в составе Scopariinae)
  - род Hoploscopa Meyrick, 1886

## Огнёвки-травянки — вредители растений
Гусеницы крамбид — фитофаги, обычно выедающие внутреннюю часть стебля злаков. Некоторые виды имеют статус вредителей растений:
- Chilo partellus
- Chilo suppressalis
- Cnaphalocrocis medinalis
- Duponchelia fovealis
- Diatraea saccharalis
- Diatraea grandiosella
- Desmia maculalis
- Ostrinia nubilalis
- Parapoynx stagnalis
- Scirpophaga innotata